# Flaminio del Turco

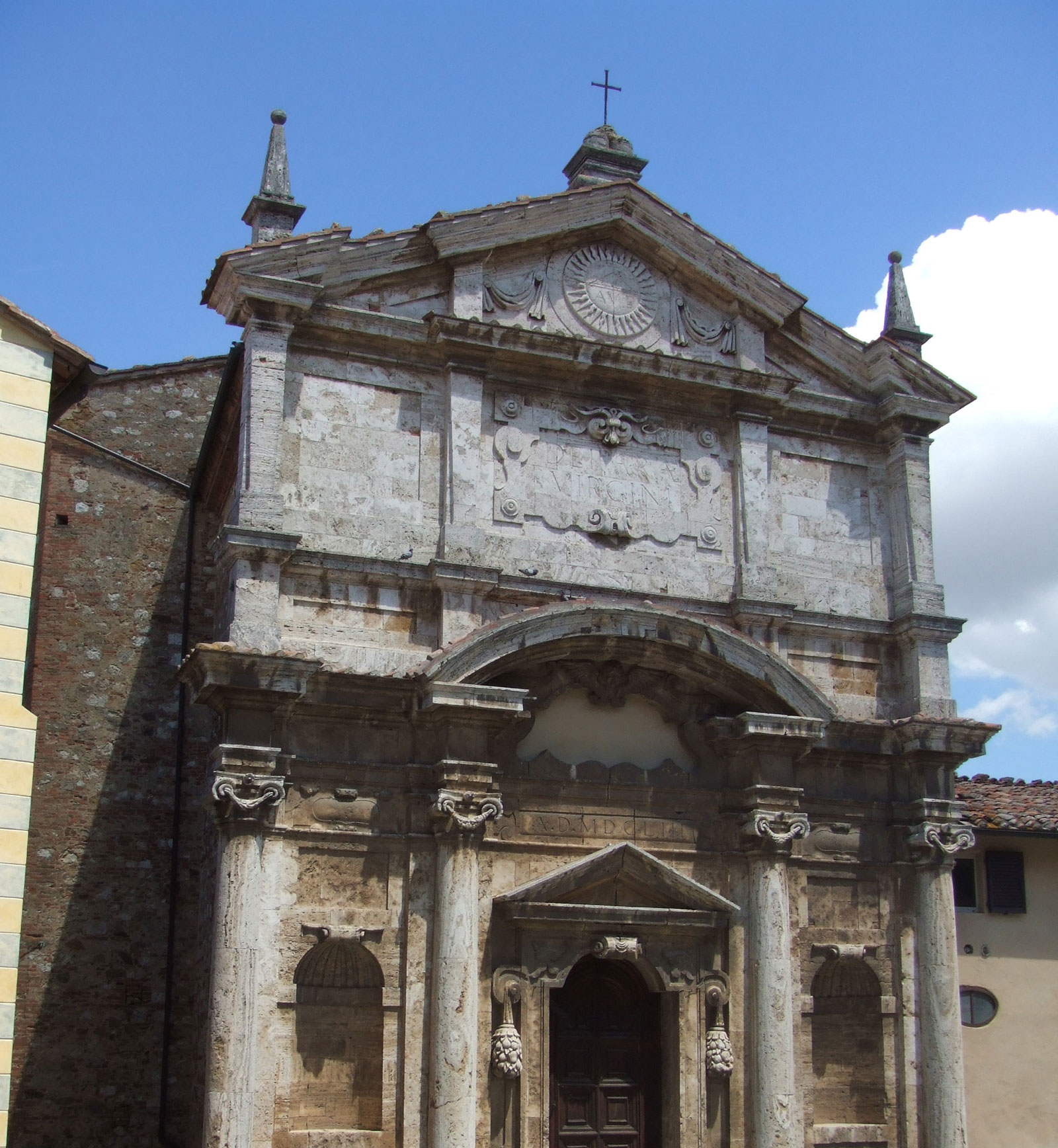
Flaminio del Turco, Santa Lucia in Montepulciano.

Flaminio del Turco was een Italiaanse architect en beeldhouwer die actief was in Siena vanaf 1581.

## Biografie
Flaminio was een zoon van de beeldhouwer Girolamo en diens vrouw Catarina. Girolamo werkte in 1582 met Pietro da Prato aan het altaar van de Congregazione di San Pietro in de kathedraal van Siena.
De waarschijnlijk bekendste opdracht van Flaminio, was de leiding over de bouw van de Santa Maria di Provenzano in Siena naar een ontwerp van Damiano Schifardini, een monnik in het kartuizerklooster van Siena van 20 augustus 1595. Na een probleem met de fundering dat hij oploste, kreeg Flaminio de leiding over de uitvoering van de werken. Dankzij de ervaring die hij hierbij opdeed bouwde hij nog twee andere kerken: de  Chiesa dei Santi Pietro e Paolo in Siena en de Santa Lucia in Montepulciano. Voor de Santi Pietro e Paolo tekende hij het ontwerp, maar we weten uit documenten dat hij in de periode van april tot november 1616 ook verantwoordelijk was voor de decoratie van het interieur, de kolommen en de kroonlijsten. Voor de Santa Lucia in Montepulciano is het minder duidelijk in welke mate hij betrokken was. De bouw van deze kerk wordt zou pas begonnen zijn in 1653 waaruit volgt dat Flamminio alleen kan betrokken geweest zijn bij de plannen gezien hij in 1634 overleed. Alleszins wordt hij beschouwd als een van de betere architecten van zijn tijd op basis van de façade van de Santa Lucia. Flaminio tekende ook het ontwerp van de Chiesa di San Giovanni Battista in Siena.

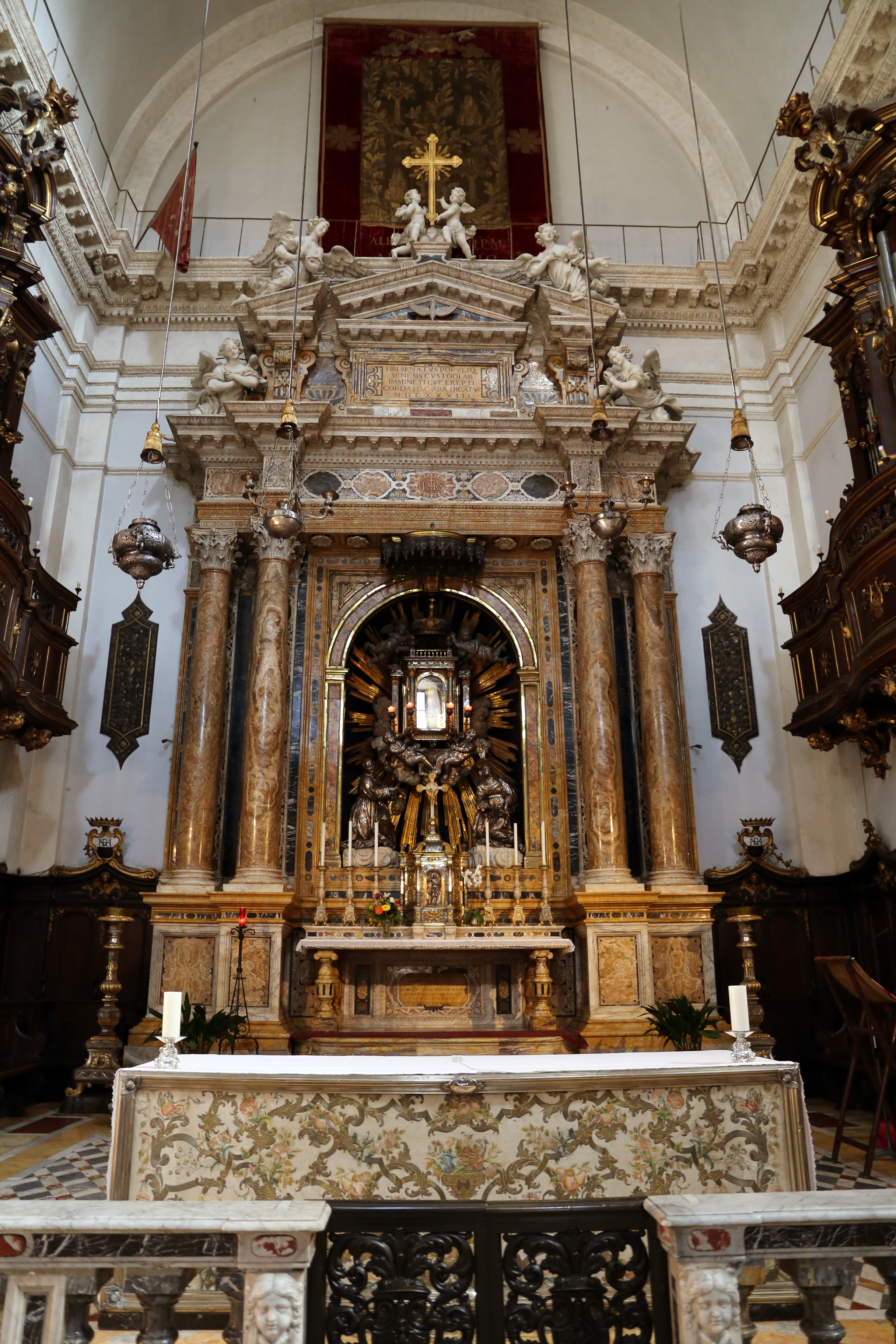
Flaminio del Turco, Hoofdaltaar van de Santa Maria di Provenzano.

Daarnaast maakte Flaminio del Turco talrijke altaren. Ze onderscheiden zich door de gelukkige materiaalkeuze: marmer uit de Sienese montagnola, in verschillende op elkaar afgestemde kleuren en albast uit de steengroeve van Castelnuovo dell'Abate. Hij maakte in Siena meer dan zeventig altaren. Enkele van de aan hem toegeschreven altaren zijn:
- Hoofdaltaar van de kathedraal van San Cerbone in Massa Maritima
- Hoofdaltaar in het priesterkoor van de Sant'Agostino  in Siena
- Hoofdaltaar van de San Giovannino della Staffa in Siena
- Het Bargagli-altaar in de Sant'Ambrogio in Genua
- Hoofdaltaar van de Santa Maria di Provenzano
- Borghesi-altaar van de Santa Maria di Provenzano
- Piccolominialtaar van de Santa Maria di Provenzano

Hij stierf in Siena in 1634 en liet zijn ganse vermogen na aan zijn zus Camilla.
- International Standard Name Identifier: 0000 0003 9996 3247
- Union List of Artist Names: 500055490
- Virtual International Authority File: 295417556